# Anarchizm w Meksyku

## Historia
Przed podbiciem, część rdzennej ludności posiadała system podejmowania decyzji oparty na zaangażowaniu w dyskusję i konsensusie (cechami nowoczesnego anarchizmu). W dzisiejszych czasach lokalne społeczności gromadzą się i wspólnie podejmują decyzje informując niektóre meksykańskie społeczne ruchy lewicowe takie jak Zapatystowska Armia Wyzwolenia Narodowego. Praktyki te mają duży wpływ na anarchistów w Meksyku, U.S.A. i na całym świecie.
W 1824 utopijny socjalista, Robert Owen bezskutecznie próbował zdobyć tereny pięćdziesięciu mil na rozwój kolonii w meksykańskiej prowincji Coahuila i Teksasie na zasadach nowej harmonii. Jego wniosek został jednak ostatecznie odrzucony przez rząd meksykański.

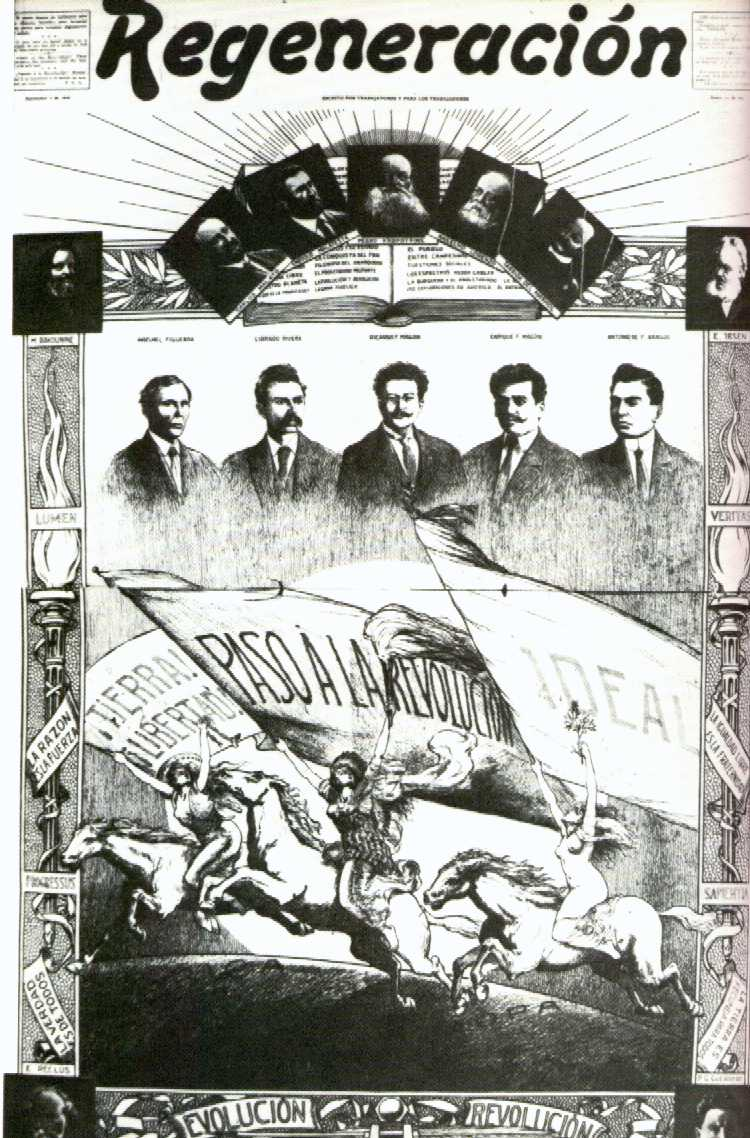
"Regeneración", okładka z 3 września 1910 r.

W 1861 Grek Plotino Rhodakanaty próbował wdrożyć idee Fouriera i Proudhona podczas swojej prezydentury w mieście Comonfort. Wydał "Cartilla Socialista", podręcznik wyjaśniający idee Fouriera. Niektórzy jego uczniowie tacy jak Francisco Zalacosta, Santiago Villanueva i Hermenegildo Villavicencio stali się później pierwszymi pracownikami na rzecz praw człowieka w Meksyku. Inni założyli szkołę nazwaną "La Social, Sección Internacionalista". Zorganizowali też pierwsze mutualistyczne towarzystwo w Meksyku. Mutualizm jest określeniem anarchizmu używanym przez władze meksykańskie.
Około 1882 inna anarchistyczna grupa została założona przez braci Enrique i Ricardo Flores Magón. W 1901 opublikowali gazetę "Regeneración". Ich ruch jest często podawany jako jedna z przyczyn rewolucji w 1910. Inni znanymi przywódccami ruchu Magonistów byli Camilo Arriaga, Juan Sarabia, Antonio Díaz Soto y Gama i Librado Rivera.

### Meksykańska literatura anarchistyczna
W 1869 student Chávez López napisał jeden z pierwszych anarchistycznych manifestów. Motto brzmiało "Soy socialista porque soy enemigo de todos los gobiernos y comunista porque mis hermanos quieren trabajar las tierras en común" co może być tłumaczone jako "Jestem socjalistą, bo jestem wrogiem wszystkich rządów, i jestem komunistą ponieważ chcę pracować na naszej wspólnej ziemi z moimi braćmi". Uwłaszczeni chłopi w centralnym Meksyku popierali te idee.

## Anarchizm w Meksyku dziś
Poprzez poprzednie starania i rewolucję powstał w Meksyku ruch anarchistyczny, który później jednak połączył się z partią komunistyczną, zdelegalizowaną w środku zimnej wojny. Pozostałości obu ruchów przetrwały w dwóch partiach, Antorcha Campesina i Frente Popular Francisco Villa. Są one popularne głównie na obszarach wiejskich. W 1997 założona została Powszechna Lokalna Rada Miasta Oaxaca (CIPO - RFM). Jest to organizacja opierająca się na podstawach idei Ricardo Magóna.

### Organizacje
- Zapatystowska Armia Wyzwolenia Narodowego